# Stephanie Berto
Stephanie Berto, född 13 mars 1953, är en friidrottare från Kanada. Hon deltog vid olympiska sommarspelen 1968.